# والتر بيتر
والتر هوراشيو بيتر (بالإنجليزية: Walter Horatio Pater)‏ (4 أغسطس 1839 - 30 يوليو 1894) ناقد وكاتب بريطاني. ولد في لندن.

## روابط خارجية
- والتر بيتر على موقع الموسوعة البريطانية (الإنجليزية)
- والتر بيتر على موقع إن إن دي بي (الإنجليزية)
- والتر بيتر على موقع ديسكوغز (الإنجليزية)